# 망토사냥개박쥐
망토사냥개박쥐(Otomops secundus)는 큰귀박쥐과에 속하는 박쥐의 일종이다. 파푸아뉴기니의 토착종이다.